# フクト
株式会社フクトは、福岡県福岡市中央区薬院に本社を置く企業。中学校向け教材の製作と販売を行っており、中学生用の学力テスト（いわゆる業者テスト）である「フクト公開実力テスト会」を実施しているほか、早良区原に所在する学習塾「フクト志学館」の経営も行っている。

## 沿革
1952年（昭和27年）10月29日に福岡図書株式会社として創立。1959年（昭和34年）に商号を福岡図書商事株式会社に変更。1972年（昭和47年）に現在の名称となる。1983年（昭和58年）には、本社が薬院堀端から現在地に移転している。2008年（平成20年）には福岡県男女共同参画企業賞を受賞している。
1965年（昭和40年）には、田研出版からの業務委託により知能検査・性格検査・標準学力検査の販売を開始。1973年（昭和48年）には、家庭学習教材「全家研ポピー」の代理店販売を開始している。1989年（平成元年）に日本英語検定協会代理店業務を、1995年（平成7年）には日本漢字能力検定協会代理店業務をそれぞれ開始している。
1974年（昭和49年）から「公開実力テスト会」の月例開催が開始される。そして1977年（昭和52年）には、中学生を対象とする学習塾「フクト志学館」を設立している。

## 概要
フクト公開実力テスト会では、高校入試対策や学習成果の確認を目的としたテストが行われている。福岡県内の中学生を主な対象としたテストであり、60年以上にわたって指標になっているという。年間延べ11万人の中学生が参加しており、福岡県内では最大規模とされる。テストでは終了後すぐに解答と解説を配り、その場で自己採点を行うシステムが採用されている。
販売している教材については、「低い成績の子供こそ高い成果が出る」ものを目指しており、「自分で考え、判断し、行動できる力」である「自学力」の養成がフクトの「基本的な考え方」であるとしている。また学力は多くの場合ペーパーテストによって測定され、学習そのものも言葉を媒介とすることから、学力は「言葉を操る技量」によって支えられているとし、この技量を測定するシステムを研究しているとされる。
2005年から社長の地位にあった安村寛昭は、「教育こそ将来の日本経済の基盤になる」との信念から「社会的なビジネス」であって利益第一ではないと述べている。また福岡県出身で当時福岡ソフトバンクホークスに所属していた杉内俊哉との対談において、杉内の「個人が結果を残すのはチーム力の向上に」なることから「心の中では自分のため、家族のためにとやっています」という発言に対し、「全く賛成。私も社員に自分のために働けと言っています。会社のためにと言い出すと、平均値とか手加減が出てきます」と答えている。